# Cacha Duchicela
Cacha Duchicela (también llamado Caccha) es un personaje que aparece en el libro Historia del Reino de Quito de la América Meridional de Juan de Velasco. Según Velasco, fue el décimo quinto scyri, shyri, shillis o scry, equivalente a «señor», del "Reino de Quito" que formaban las tribus de los caras, puruhaes y quitus. 

## Cronología
Las fechas sobre este periodo sin escritura son siempre estimativas.
Velasco dice que Huayna Cápac asumió el poder en 1475, que Cacha se coronó en 1463 y murió en 1487, tras veinticuatro años de reinado. También menciona que Paccha tendría unos veinte años al suceder a su padre.
Según Diego de Esquivel y Navia, probable autor de las Noticias cronológicas de la gran ciudad del Cuzco, Huayna Cápac llegó al trono a los treinta años en 1481 y en 1486 somete Quito. En 1487 se dirige a la costa norte, donde pasa dos años en campaña con 40.000 soldados. Pasa otro par en Quito, lugar donde vuelve para reclutar 50.000 efectivos que usa para sujetar los rebeldes del litoral. En 1492 volvió a Cuzco tras seis años de ausencia y después pasó al actual Chile. En 1498 llega a Tumbes con 50.000 soldados, hay un descalabro en Puná y somete el golfo de Guayaquil. En 1502 estaba nuevamente en Tumbes y en 1506 vuelve a Cuzco. Sale para Quito en 1514 y al año siguiente, en Tumipampa, se entera de unos extraños exploradores en las costas septentrionales. Muere en 1523. La rebelión de Puná habría ocurrido en torno al año 1500.
Siguiendo las fechas de Inca Garcilaso de la Vega, Huayna Cápac conquistó Sullana entre 1488 y 1490 aproximadamente. Jacinto Jijón y Carlos Manuel Larrea estimaron las fechas de nacimiento de los últimos incas: Huayna Cápac entre 1465 y 1470 en Tumipampa y viajó a Cuzco con su padre a los seis años, volviendo catorce años después para la conquista definitiva, es decir, en 1490 aproximadamente.
Rodolfo Pérez Pimentel apoya la idea que en 1490 conquista Puná y Huancavilcas, vivió en Tumipampa y regresó a Cuzco, donde estuvo en paz hasta 1495, cuando decidió conquistar Quito. También que Huáscar nació en 1490 y Atahualpa en 1497; o que los cañaris fueron conquistados hacia 1470 y la rebelión de Puná sucedió en 1488.
El Inca estuvo en el norte entre 1510 y 1520 sofocando rebeliones. Esto motivo una campaña contra los pastos fechada en 1515. Estas coinciden con los efectos de la Pequeña Edad de Hielo, que afecto Perú entre 1490 y 1880. Durante las primeras tres décadas (fines incanato y comienzos del dominio español) de ese largo período provocó bajas temperaturas e inundaciones en la selvática Chachapoyas, mientras que en otras regiones había hambruna y sequías constantes, como Cuzco. Las menores temperaturas producían en el trópico variación de la humedad entre las estaciones. Se sabe que el Inca estaba en Tumipampa cuando le llegó la noticia que el español Vasco Núñez de Balboa había llegado al océano Pacífico en 1513, y que en 1515 los españoles sabían del Perú.
El polímata francés Constantine Samuel Rafinesque dice que Huayna Cápac gobernó entre 1481 y 1523. En 1497 habría conquistado Tumbes y en 1512 nombrado a Atahualpa curaca de Quito.
El historiador peruano José Antonio del Busto sostiene que Huayna Cápac nació en 1464 en Tumipampa. Subió al trono muy joven y sin haber cogobernado en 1485. En 1499 inicia una visita por Collao y Cochabamba y que, según Juan de Betanzos, duró cuatro años. Era 1511 cuando marchaba a sofocar el levantamiento en Quito. Habría muerto en 1528.
El antropólogo ecuatoriano Alfredo Costales da las siguientes fechas: Huayna Cápac sucede a su padre y vuelve a Cuzco del norte en 1481, produciéndose la rebelión de Cacha, quien ya habría sucedido a su padre durante la resistencia a Túpac. Estima que la batalla de Taguala-Xunxi debió suceder entre 1484 y 1487. En 1486 las ofensivas incaicas habrían llegado a Cochasquí. En 1491 se habría producido la masacre de Yahuarcocha. En 1523 Huayna Cápac murió.
Otros académicos dicen que Cacha murió en batalla en 1495.

## Rebelión
Después de asumir el poder al suceder a Hualcopo, Cacha lanza una ofensiva sobre las fortalezas incas en Mocha, pasando a cuchillo a los defensores y derrumbándolas. Siguió al sur a Puruhá, provincia ocupada por los cuzqueños pero que se levantó inmediatamente al llegar sus ejércitos. Siguió hasta Cañar, donde los habitantes prefirieron seguir fieles a Cuzco, iniciándose una guerra de varios años sin ningún resultado. Durante esas campañas su salud fue empeorando y resultó herido en una pierna. Logró avanzar hasta la provincia de Tiquizambi, a orillas del Achupallas. Según Busto, Túpac Yupanqui habría conquistado Quito y Cacha habría encabezado una rebelión contra el Inca. Todos los soldados imperiales entre las tierras de los quillacingas y huancabambas quedan a merced de la ola de revueltas. Durante esta primera etapa los quiteños se habrían hecho con las fortalezas de Achupallas y Pumallacta. Liribamba también cayó en su poder, otras guarniciones lograron resistir los ataques en espera de refuerzos. Entre estas últimas estaría la de Quito. Al parecer, los rebeldes, que ya conocían el poderío incaico, empezaron a prepararse para la previsible reacción imperial.
Al parecer, esto se habría producido en el caótico momento que siguió a la muerte de Túpac Yupanqui, cuando Huayna Cápac estaba en el Cuzco y el imperio ocupado en la sucesión.
Cacha solo tenía una hija y heredera, Paccha, que había nacido en Cacha pero se crio en Quito. Tras las exitosas conquistas de su padre volvió a su tierra natal, en Puruhá.

### Eventos de isla Puná
Según Velasco, después de su entronización e imponerse a sus opositores, Huayna Cápac decide someter la rebelión quiteña. Se dirige a Huancabamba y Tumbes para construir palacios, templos y fortalezas. Desde ahí envía embajadores a la isla Puná, donde el cacique local le invitó a venir de visita. Los soldados incaicos sumaban 10.000. El Inca no sabía que el cacique se había aliado con Cacha y estando en Tumbes envió hombres en balsas para preparar su llegada, los isleños creyeron que ahí iba el monarca y masacraron a todos. Huayna Cápac no tuvo piedad, mató a todos los hombres y solo dejó con vida a mujeres y niños en la isla. Pasó a las provincias de Huancavilcas y Manta, castigando a todo aquel que se mostrada desobediente con su persona, construyendo calzadas y fortalezas y prohibiendo la sodomía que practicaban algunas tribus de la zona. También intentó conquistar a los jíbaros, pero no pudo con sus guerrillas selváticas. Finalmente, antes de atacar a los quiteños, el Inca venció a los feroces e independientes pacamores.
En cambio, Garcilaso de la Vega dice que al año de subir al trono Huayna Cápac conquistó Quito. Con 50.000 soldados descendió a Tumbes y sometió a los tallanes, demorando dos años en el proceso por la feroz resistencia y debió ser cruelmente represivo, traer colonos y refuerzos y construir obras públicas. Volvió a Quito a pasar un par de años construyendo palacios y templos hasta que una rebelión en Tumbes, avanza con 40.000 hombres hasta el valle del Chira y les ofrece su perdón. Según Garcilaso lo aceptan pero según Sarmiento se niegan y se da una feroz lucha. Al parecer, también hay una rebelión de los huancavilcas que es aplastada. Luego ocurren los eventos de Puná. Son masacrados 5.000 tallanes y miles más desterrados según Bernabé Cobo en su Historia del Nuevo Mundo.
Según Herrera, Huayna Cápac dedica sus primeros años de mandato a recorrer su imperio, se casaba con Rahua Ocllo y tiene a Ninan Cuyuchi y Huáscar. También habría pasado un lapso indeterminado de tiempo en Cuzco hasta que decidió reconquistar Quito. Pasó dos años sometiendo una rebelión de los chimús y conquistando Sullana. Después vivió un par de años más en Quito y conquista Tumbes. Regresaba a Cuzco por algún tiempo y acaba volviendo a Tumbes, sufriendo la mencionada traición. Más tarde recorrió el sur de su imperio y dirigió por algunos años la finalización de Sacsayhuamán. Decidió hacer una nueva visita imperial pero fue interrumpido por la rebelión de los chachapoyas, debiendo someterla con facilidad. Después se dirigió a la costa y exploró el norte hasta Manta, subió a la sierra y conquistó a los caranques y saramisus. Al ver que al norte solo había tribus primitivas, regresó a su hogar. Como castigo a su levantamiento, Cuychaculla, principal huaca (roca sagrada) de los chachapoyas, fue trasladada desde Cajamarquilla por el general cuzqueño Yasca a la capital imperial.
Antonio de Herrera y Tordesillas afirma que el Sapa Inca llegaba con su ejército hasta Cajamarca y derrota a los chachapoyas y huancabambas. Fracasa en conquistar a los caníbales de Guayaquil y Portoviejo. Fue a Tumipampa y siguió a Quito, pacificando después Tumbes, Puná, Chira y a los chimús.

## Guerra con el Inca
En fin, el ejército de Huayna Cápac para atacar Quito superaba los 40.000 combatientes, quizás 200.000. Mucho más disciplinados y mejor organizados y entrenados que las fuerzas quiteñas. El Sapa Inca poseía una guardia personal de 2.000 orejones durante la expedición.
Llegó a Tumipampa, donde construyó un palacio más suntuoso que el levantado por su padre en esa ciudad, además de templos, monasterios y fortalezas. A su paso era aclamado por los Cañari. Posteriormente, avanzó hasta la laguna Culebrillas (actual provincia de Azuay, cerca del límite con la de Cañar), donde preparó su hueste con refuerzos constantes y descansos en contraste con los rebeldes, que no habían podido cesar de luchar. Siguió al monte Lashuay (o Ashuay), donde hizo levantar una gran torre defensiva, marcando la frontera con Cacha. Al parecer, en ese momento Cacha logró tomar Quito y expulsar al gobernador Chalco Mayta y los colonos quechuas, collas y aimaras. También nombraba a su primo, Calicuchima o Talcuchimani, general de sus ejércitos, quien hace construir varias fortalezas en Puruhá, destacando una ubicada al este del río Achupallas, frente a Lashuay, donde el Inca acampaba.
Por varios meses los honderos puruhaes impidieron a los sureños cruzar hasta que el Inca mando a los cañaris vadear río arriba y seguir pasos montañosos para atacar por atrás a los norteños. Así caía la fortaleza de Achupallas y poco después le seguía la de Pumallacta. Los vencidos tuvieron que retirarse, dejando el paso libre hasta Tiocajas, llanura dominada por la fortaleza de Atapo. A medida que se retiraban, los rebeldes recurrían a la tierra arrasada. Huayna Cápac ofreció la paz al shyri si se rendía pero Cacha se negó. En lugar de atacar inmediatamente, el Inca envió secretamente mensajeros con amenazas y promesas a los oficiales de Calicuchima para que lo traicionaran. Cuando estalló la gran batalla se mantuvo indecisa hasta que varias unidades quiteñas desertaron y su ejército se deshizo.
El ejército imperial avanzaba lentamente, tomando fortalezas (como Pasñag, Galte y Chipo) y pidiendo refuerzos mientras sus enemigos construían nuevas y resistían como podían. Acaban por entrar en Liribamba y hacerse con el pucará de Gatazo. Ante esta situación, Cacha organiza una hueste entre las llanuras de Taguala y Xunxi. Huayna Cápac consigue una gran victoria, haciéndose con Puruhuá, arrestando al curaca Montán e instalando un gobernador llamado Toca. Siguió por Tigua, Apagua y Zumbahua, haciéndose con cada fuerte perseguiendo a su enemigo hacia Mocha.

## Final
Los restos del ejército quiteño se retiraron a una fortaleza en Mocha con el enfermo Cacha decidido a resistir. Sus capitanes le aconsejaron rendirse porque la mayor parte de su ejército estaba destruido, pero los caranquis, otavalos y cayambis sugirieron que abandonara Mocha y Quito y se refugiara en sus tierras; Cacha aceptó. Los primeros y los terceros, gracias a su infraestructura agrícola, tenían una alta población y pudieron establecer toda una red de fortificaciones en su frontera sur, permitiéndoles resistir mejor la invasión incaica. Los cuzqueños se quedaron en Pesillo y Chota para construir fortalezas y así impedir a las tribus norteñas atacar sus líneas de suministros, solo después avanzaron. Huayna Cápac entró en Quito, construyó edificios y ahí residió con su corte y familia. Estuvo un largo tiempo preparando sus fuerzas para continuar sus ataques. Combate por cinco meses para tomar los fuertes de Shaygua y al momento de llegar a Cochasquí, sus tropas se dividían en su guardia personal de 2.000 nobles, la división de 20.000 soldados del general Toma Auqui y su símil de igual tamaño del general Michi.
Por los rigores de la campaña, Huayna Cápac volvió a Tumipampa a descansar y esperar refuerzos del sur. En su ausencia, las tropas encargadas de vigilar los pasos de montaña para impedir el reabastecimiento del enemigo fueron masacradas. Ante tal desastre, el Inca envía a su general Auqui Toma contra ellos, pero su hombre de confianza fracasa. Esto lo anima a encargarse del problema personalmente. En la llanura otavala de Atuntaqui estaba la mayor fortaleza quiteña. El Inca llegó y nuevamente le ofreció una paz que otra vez fue rechazada. Entonces se decidió a no mostrar piedad contra ninguno de los que llamaba «rebeldes». Pasados los primeros días de escaramuzas se siguieron los grandes combates, suspendidos por treguas en que ambos bandos traían nuevos reclutas o enterraban a sus muertos. Cacha fue atravesado por una lanza y cayó de su silla, expiró poco después. Los quiteños se rindieron y proclamaron a Paccha como nueva shyri. Algunos dicen que estaba confinada en un convento para vírgenes servidoras de Inti. Huayna Cápac se mostró magnánimo, permitió enterrar fastuosamente al líder vencido, sus capitanes y guerreros, perdonó a los prisioneros y no reaccionó ante la proclamación de Paccha. Más de 12.000 tolas, «sepulcros», quedaron decorando la llanura. Pasarían varios meses antes que se reiniciaran los combates en la zona.
Calicuchima sobrevivió a la conquista y se mantuvo apartado de la política y guerra hasta la guerra civil incaica, en que ofreció su ayuda a Atahualpa.